# Andre Caldwell
Andre Jerome Caldwell (Tampa, 15 aprile 1985) è un giocatore di football americano statunitense che gioca nel ruolo di wide receiver per i Denver Broncos della National Football League (NFL). Fu scelto nel corso del terzo giro (97º assoluto) del Draft NFL 2008 dai Cincinnati Bengals. Al college ha giocato a football all’Università della Florida vincendo un campionato NCAA.

## Carriera professionistica

### Cincinnati Bengals
I Cincinnati Bengals scelsero Caldwell nel terzo giro del Draft 2008 e rimase con essi fino alla stagione 2011. Nella sua stagione da rookie iniziò a giocare solo nel finale di stagione come ricevitore e kick returner, terminando con 11 ricezioni per 78 yard. Caldwell segnò il primo touchdown su ricezione in carriera il 27 settembre 2009 contro i Pittsburgh Steelers, in quella che fu la segnatura della vittoria. Nella settimana 5, Caldwell segnò di nuovo il touchdown della vittoria sui Baltimore Ravens con venti secondi al termine della stagione.

### Denver Broncos
Il 21 marzo 2012, Caldwell firmò un contratto biennale coi Denver Broncos. Nella stagione 2012 giocò sporadicamente in 8 partite, ricevendo un solo passaggio da 18 yard.
Nella gara di debuttò della stagione 2013, Caldwell segnò un passaggio da touchdown nella netta vittoria contro i Baltimore Ravens. Nella settimana 15 trovò spazio a causa dell'infortunio occorso a Wes Welker, ricevendo 6 passaggi per 59 yard e segnando due touchdown, ma i Broncos furono sconfitti dai San Diego Chargers. Denver quell'anno giunse fino al Super Bowl XLVIII, dove fu sconfitta dai Seattle Seahawks. I Broncos tornarono in finale due anni dopo, quella volta battendo i Carolina Panthers nel Super Bowl 50, in una gara in cui Caldwell ricevette un passaggio da 22 yard da Peyton Manning.

## Palmarès

### Franchigia
- Super Bowl : 1

Denver Broncos: 50
- American Football Conference Championship: 2

Denver Broncos: 2013, 2015

## Statistiche
| Partite totali         | 75    |
| Partite da titolare    | 16    |
| Ricezioni              | 141   |
| Yard su ricezione      | 1.390 |
| Touchdown su ricezione | 9     |

Statistiche aggiornate alla stagione 2013